# Anthidium subcrenulatum
Anthidium subcrenulatum är en biart som beskrevs av Johann Dietrich Alfken 1930. Anthidium subcrenulatum ingår i släktet ullbin, och familjen buksamlarbin. Inga underarter finns listade i Catalogue of Life.